# Acorizal
Acorizal – miasto i gmina w Brazylii, w stanie Mato Grosso.